# Comuna Ostapivka, Lubnî
Ostapivka (în ucraineană Остапівка) este o comună în raionul Lubnî, regiunea Poltava, Ucraina, formată din satele Bohodarivka, Makarivșciîna, Ostapivka (reședința) și Stepuri.

## Demografie
Componența lingvistică a comunei Ostapivka
     Ucraineană (97,58%)
     Rusă (1,53%)
     Alte limbi (0,51%)
Conform recensământului din 2001, majoritatea populației comunei Ostapivka era vorbitoare de ucraineană (97,58%), existând în minoritate și vorbitori de rusă (1,53%).